# Acústico Bruno & Marrone
Acústico Bruno & Marrone é o sétimo álbum de estúdio da dupla sertaneja Bruno & Marrone, lançado em 2000 pela Abril Music. A ideia surgiu através da gravação pirata de um programa de rádio em que a dupla participou em 2000, que foi comercializada clandestinamente em todo o Brasil, alavancando o sucesso da dupla em território nacional. Devido à tamanha difusão e aceitação do disco pirata, a dupla no ano seguinte gravou e lançou um disco nesse formato (só com voz e violão), vendendo mais de 500.000 cópias em poucos meses.

## Lista de faixas
| N.º            | Título                                      | Compositor(es)                                             | Duração |  |
| 1.             | "Vida Vazia"                                | Bruno / Felipe                                             | 3:50    |  |
| 2.             | "Vivendo de Passado"                        | Manuel Monterrosas (versãoː Cláudio Rabello / Cayon Gadia) | 2:48    |  |
| 3.             | "Agarrada em Mim"                           | César Augusto / Piska                                      | 3:42    |  |
| 4.             | "Fio de Cabelo"                             | Darci Rossi / Marciano                                     | 2:45    |  |
| 5.             | "Fruto Especial / Só Sei Te Amar"           | Fátima Leão / Netto; Tom Lima                              | 6:24    |  |
| 6.             | "Passou da Conta"                           | Bruno / Felipe                                             | 3:08    |  |
| 7.             | "Feriado Nacional"                          | Nildomar Dantas / Ivan Medeiros                            | 2:50    |  |
| 8.             | "Dormi na Praça"                            | Elias Muniz / Fátima Leão                                  | 2:51    |  |
| 9.             | "24 Horas de Amor"                          | Carlos Cezar / José Fortuna                                | 2:54    |  |
| 10.            | "Acorrentado em Você"                       | Elias Muniz                                                | 3:28    |  |
| 11.            | "Queremos Mais"                             | Ivan Medeiros / Nildomar Dantas                            | 4:05    |  |
| 12.            | "Favo de Mel"                               | Bruno / Felipe                                             | 2:28    |  |
| 13.            | "Esta Noite Eu Queria Que o Mundo Acabasse" | Silvio Lima                                                | 3:37    |  |
| 14.            | "Programa de Fim de Semana"                 | Nildomar Dantas / Ivan Medeiros                            | 3:16    |  |
| Duração total: | Duração total:                              | Duração total:                                             | 48:06   |  |

## Créditos do álbum
Ficha Técnica:
- Produzido: Luiz Carlos Maluly
- Direção Artística: João Augusto
- Gravação e Mixagem: Lampadinha
- Estúdio: Midas SP
- Assistentes: Renato Patriarca
- Masterização: Carlos Freitas no Classic Master

Equipe:
- Coordenação Gráfica: Alexandre Ktenas
- Foto: Rui Mendes
- Maquiagem: Marcelo II
- Figurino: Fernanda Prats
- Criação: Caz Propaganda
- Direção de Arte: Carlos Baptista, Ricardo Campos (Tatu), Rogério Zerbinato
- Finalização: Cristiano Siqueira, Paulinho Lopes e Ricardo Zerbinato
- Tratamento de Imagens: Carlos Oliveira

Músicos:
- Bruno: Violão e Voz
- Marrone: Acordeon e Voz
- Marcos Abreu: Violão

## Certificações
| Brasil (ABPD)                             | 2× Platina | 2000 | 500.000* |
| *número de vendas baseado na certificação |            |      |          |